# Pareboda prosecta
Pareboda prosecta är en fjärilsart som beskrevs av Józef Razowski 1966. Pareboda prosecta ingår i släktet Pareboda och familjen vecklare. Inga underarter finns listade i Catalogue of Life.